# Klacov
Klacov (do počátku 20. století také Klacovské Dvory, Klacovy Dvory nebo Zadní Dvory, německy Klatzower Höfe, Klatzow, Klatzau nebo Klacow) je historická osada, část královéhradecké čtvrti Svobodné Dvory. Nachází se mezi obcemi Bříza a Stěžery a Svobodnými Dvory.

## Místopis
Z místních názvů pozemků, které se zde nacházejí, nutno uvést: „Na Velkém Schejbale“, „Na Malém Schejbale“, „U Oberstatovy meze“, „U Svodnice“, „Nad Cihelnou“, „Na Křemenci“, „Laholovská“ „Gregrovská“, „Sagovská“, „Pod Sagovou mezí“, „Nad Ouvozem“, „Za Cverglovnou“, „Vohrádka“, „U Studánek“, „Na Velkých vrších“, „Na Malých vrších“, „Na Klínech“, „U Šraňku“, „U Seminářské meze“ a „Vedle Fortifikační cihelny“.

## Historie
Celá oblast Svobodných Dvorů byla osídlena již od pravěku, o čemž svědčí časté archeologické nálezy, ale první zmínka o Klacovských Dvorech pochází až ze 17. století. Pozoruhodný je také nález kostry velkého koně a dvou lidských skeletů z 9. a 10. století při rozšiřování silnice u domu Františka Komárka č. 20 v roce 1909.
Na počátku tu byl pouze Klacovský dvůr, který patřil městu Hradec Králové. Vedle něj v obvodu kostela sv. Anny, vzpomínaného roku 1600, byly dvory: Bohdanečský, Srdínkovský, Smetanovský a Komárkovský. První zmínka o existenci osady Klacov pochází z roku 1628, kdy v pondělí po sv. Kateřině vypukl na dvoře Jana Gestřibského z Rysenburku požár a následně shořelo pět domů v okolí. Třicetiletá válka také přinesla velké zpustošení celé oblasti.
Výstavba hradecké pevnosti v 18. století znamenala rozvoj všech čtyř částí Svobodných Dvorů, neboť sem byli přemístěni někteří obyvatelé zničeného Pražského Předměstí. V letech 1780–1800 byly dvory Bohdanecký, Klacovský a Cihelna rozděleny mezi místní obyvatelstvo, pod podmínkou, že budou vykonávat práce v městských lesích, a to v závislosti na množství pozemků, které dostali. Tito lidé se nazývali familianti. Ve stejném období vesnice dostala vlastního šoltyse. Tuto funkci vykonávali mimo jiné Ullrich a Hoffmann.
Když obce v okolí Hradce Králové získaly samosprávu (1849–1850), byly Svobodné Dvory, Bohdanečské Dvory, Klacov, skládající se z 11 domů, a Cihelna sloučeny a získaly společnou obecní radu a starostu. Vesnice ale žily i nadále vlastním životem a měly vlastního šoltyse a radu. Každá z nich měla také v rámci své vlastní správy vlastní číslování domů a nemovitostí.
Až 4. ledna 1894 byly všechny části sloučeny do společné politické a katastrální obce, a po tomto faktickém zformování obce Svobodné Dvory došlo také nakonec k zániku osady Klacov, který byl ovlivněn i válečnými událostmi v roce 1866. V roce 1869 zde žilo 86 obyvatel, v roce 1880 šlo o 69 obyvatel a v roce 1890 jich bylo 81. V roce 1922 byl Klacov oddělen od stěžerské školy a zahrnut do školského okresu svobododvorského. V současné době vesnici připomíná pouze název Klacovské ulice, jejíž zadní konec se nyní nazývá Chaloupky.

## Památky
- Historický kamenný kříž z roku 1861
- Historický kamenný kříž z roku 1888 u silnice Bříza-Stěžery
- Socha sv. Jana Nepomuckého z roku 1840 u bývalé cihelny J. Kučery
- Zbytky tradiční cihlové architektury z 19. století